# Echinax panache
Echinax panache là một loài nhện trong họ Corinnidae.
Loài này thuộc chi Echinax. Echinax panache được Christa L. Deeleman-Reinhold miêu tả năm 2001.